# Radomíra Nývltová
Radomíra Nývltová (* 19. prosince 1968) je bývalá česká politička, v 90. letech 20. století poslankyně Poslanecké sněmovny za formaci Sdružení pro republiku - Republikánská strana Československa.

## Biografie
Ve volbách v roce 1996 byla zvolena do poslanecké sněmovny za SPR-RSČ (volební obvod Východočeský kraj). Zasedala v sněmovním petičním výboru. V parlamentu setrvala do voleb v roce 1998.
V komunálních volbách roku 1994 kandidovala neúspěšně do zastupitelstva města Červený Kostelec za SPR-RSČ.